# Andrew Fluegelman
Andrew Cardoza Fluegelman (27 novembre 1943 – Tiburon, morto presumibilmente il 6 luglio 1985) è stato un editore e programmatore statunitense, meglio conosciuto come "inventore" di ciò che oggi viene chiamato mercato shareware.
Egli fu anche il leader dei New Games (Nuovi giochi) degli anni settanta, un movimento che proponeva la distribuzione di giochi competitivi e non competitivi.

## Carriera

### Freeware
Poco tempo dopo l'introduzione dell'IBM PC Fluegelman divulgò PC-Talk, un programma per comunicazioni molto popolare. Egli marchiò il programma con un nuovo nome "Freeware", che egli, più che un altruismo, definì "un esperimento in economia". Freeware era dato in licenza con termini che incoraggiavano gli utenti a fare pagamenti volontari per il programma, inoltre la licenza ne permetteva l'uso e la distribuzione gratuita, purché la licenza e il testo non venissero modificati.
Egli registrò il termine "freeware" in modo da avere il controllo sul significato della parola, e anche per prevenire che altri sviluppatori usassero il termine al posto del già famoso "shareware".

### Riviste
Fluegelman fu direttore editoriale della rivista PC World dal 1982 al 1985, e anche di Macworld dal 1984 fino al 1985.

## Scomparsa
Nel 1985, a Fluegelman, che già soffriva di colite, fu diagnosticato un cancro. Nel pomeriggio del 6 luglio 1985, egli lasciò il suo ufficio a Tiburon, in California, e non se ne seppe più nulla. Una settimana dopo, la sua automobile abbandonata fu ritrovata a nord del ponte Golden Gate vicino a San Francisco. Il corpo di Fluegelman non è mai stato ritrovato e la sua famiglia ha svolto una commemorazione per lui. Kevin Strehlo, a quel tempo rubricista di InfoWorld, presentò un articolo in memoria che affermava che "gli amici dicono di aver trovato una nota con intenti suicidi" dentro la sua auto. InfoWorld respinse tale articolo, ma la notizia venne comunque pubblicata on-line.

## Libri pubblicati da Fluegelman
Come editore creò in solitaria The Headlands Press, società indipendente di produzione di libri, con la quale negoziava contratti di pubblicazione con grandi editori statunitensi. La lista è ordinata in base all'anno di pubblicazione:
- Andrew Fluegelman e Shoshana Tembeck, New Games, Dolphin/Doubleday, 1976. ISBN 0-385-12516-X
- Lynn Meisch, A Traveler's Guide to El Dorado & the Inca Empire, Penguin Books New York, 1977. ISBN 0-14-046280-5
- Norman Locks, Familiar Subjects: Polaroid SX-70 Impressions, HARPER & ROW, PUBLISHERS, San Francisco, 1978. ISBN 0-06-250530-0
- Diane Sward Rapaport, How to Make and Sell Your Own Record, Putnam, Prentice-Hall, 1979. ISBN 0-8256-9932-0
- Frank Barrett e Lynn Barrett, How to watch a football game, New York: Holt, Rinehart, and Winston, 1980. ISBN 0-03-056958-3
- Jeremy Joan Hewes, Worksteads: Living and Working in the Same Place, San Francisco, Doubleday, gennaio 1981. ISBN 0-385-15995-1
- The New Games Foundation, More New Games, New York: Dolphin Books/Doubleday & Company, 1981. ISBN 0-385-17514-0
- Mia Detrick, SUSHI, Illustrazioni di Kathryn Kleinman, Chronicle Books LLC, 1º novembre 1983. ISBN 0-87701-238-5